# فلاح الجزائري
فلاح حسن ياسين الموسوي الجزائري (1960) سياسي عراقي. شغل منصب محافظ بغداد من 27 فبراير (شباط) 2018 بموجب مرسوم جمهوري حتى استقال خلال تظاهرات تشرين العراقية فخلفه محمد جابر العطا في 14 أكتوبر (تشرين الأول) 2019. هو عضو ائتلاف الفتح.

## سيرته
ولد فلاح حسن ياسين الموسوي الجزائري سنة 1960 أو يقال 1968 في البصرة. عمل موظفا في أمانة بغداد منذ 1986.

شغل منصب محافظ بغداد من 27 فبراير (شباط) 2018 بموجب مرسوم جمهوري بعد حصوله على أصوات 32 عضوا من أعضاء مجلس محافظة بغداد. استقال من منصبه خلال تظاهرات تشرين العراقية فخلفه محمد جابر العطا في 14 أكتوبر (تشرين الأول) 2019.